# Князев, Анисим Титович
Ани́сим Ти́тович Кня́зев (2 (13) ноября 1722 — 4 (15) сентября 1798) — известный российский геральдист и генеалог, статский советник.

## Биография
Происходил из дворянского рода Князевых Костромского уезда. О происхождении составителя гербовника бытовали различные версии. Сам он в «сказке» 1753 года, поданной в Вотчинную коллегию, утверждал, что предки его служили городовыми дворянами по Костроме и родоначальник Михаил Князев указан в поколенной росписи 1627 года городовым дворянином. Однако, по современным изысканиям, на самом деле, они были пушкарями: прадед его, Агап Емельянович Князев, был пушкарской слободы г. Каширы пушкарь, умер в первом Азовском походе Петра I; дед Лазарь Агапович, по ревизии написан в пушкарях, а после отставки служил в канцелярии комиссаром по сбору подушных податей. Отец геральдиста Тит Лазаревич из пушкарских детей, занимал должность подканцеляриста в Каширской ратуше и состоял в купеческом звании, как и родной брат Анисима, тоже каширский купец. Родные племянники его, по увольнению от купечества служили, один майором, другой гвардии сержантом. Родился Анисим в Кашире и с рождения числился по каширскому дворянству, несмотря на то, что работал в Москве и Санкт-Петербурге.
В службе с 1735 года, по материалам Гос. архива, управлялся в обучении и познании духовных и гражданских дел в разных присутственных местах, до 1741 года.
С 1741 года — копиист в Вотчинной коллегии, где переписывал писцовые книги, для готовившегося генерального межевания, а в его деле указано, что им собрано больше 50 000 тетрадей. В 1743 году получил чин подканцеляриста, затем канцеляриста, в 1750 году — чин регистратора. С 1752 года — секретарь вновь учреждённой комиссии для сочинения межевой инструкции и комиссии о беглых крестьянах, об утаённых от пошлин товаров и в Комиссии о бывших в Москве пожаров. В 1753 году Князеву поручено состоять при асессоре Ляпунове, для заготовления принадлежащих материалов к строению дворца. С 1754 года — секретарь в Главной Межевой канцелярии, затем секретарь Вотчинной коллегии, обер-секретарь межевой экспедиции, обер-секретарь 2-го Департамента Сената с 1764 по 1768 годы. В мае 1767 года дворяне Крапивинского уезда избрали Князева в комиссию для сочинения проекта нового уложения, где он принимал активное участие и 13 июня 1768 года избран в члены Комиссии об обязательствах (данное избрание говорит о том, что у Князева была собственность в Крапивинском уезде). Не позднее 1772 года А. Т. Князев стал заниматься историческими трудами, когда снял копию с разрядной книги. С 1766 года — депутат от Каширского уезда в комиссию для сочинения Нового Уложения. С 1775 года — член губернской межевой канцелярии в Москве, переименованной в 1777 году просто в Межевую канцелярию. Познания Князева в вотчинных и межевых делах были обширны и на него обратили внимание, и не позже февраля 1775 года он был вызван в Санкт-Петербург, где продолжил службу. В марте 1775 года получил чин статского советника, руководил составлением в Разрядно-Сенатском архиве «Реестра о бывших в Москве приказах». В 1775 году, благодаря покровительству генерал-прокурора Сената, князя А. А. Вяземского, получил от Екатерины II ответственное поручение — разбирал бумаги покойного статс-секретаря императрицы Г. В. Козицкого. В феврале 1776 года ему было поручено совместно с Г. Ф. Миллером выявить в Разрядно-Сенатском архиве документы о дворянских службах и сословном законодательстве, в результате появился сборник материалов «Выбор из законов о дворянстве», в числе прочего в него вошли генеалогические источники: предисловие к Бархатной книге 1688 года и копии 17 поколенных росписей. Эти материалы заинтересовали Екатерину II и по её запросу А. Т. Князев продолжил розыск аналогичных рукописей, составив в апреле 1776 года записку о количестве росписей конца XVII века и список 754 княжеских и дворянских семей, в котором содержались сведения о происхождении, образовании фамилий и поколенных росписях. В 1776 году разобрал запущенный архив Межевой канцелярии, улучшил её чертёжную часть, составил «Инструкцию землемерам». Возбудил вопрос об упорядочении передачи казённых пустошных земель, вследствие чего продажа их в 1778 году была прекращена. Ему приписывают мысль об устройстве при Межевой канцелярии землемерной школы, впоследствии преобразованной в Константиновский межевой институт. По поручению Екатерины II от 6 апреля 1777 года А. А. Вяземский сообщил Князеву 25 вопросов императрицы, с просьбой дать на них ответы. Пункты касались различных сторон государственного устройства и управления Московской Руси, различных сторон экономического быта и социальных взаимоотношений. В 1779 году А. Т. Князева отстраняют от работы обвинив в крупных злоупотреблениях. В своих мемуарах А. Т. Болотов пишет о Князеве, как с одной стороны о человеке просвещённом, а с другой, как о типичном чиновнике XVIII века, воспринимающем взятки, как нечто само собой разумеющееся. В апреле 1785 года из нескольких вариантов текста «Жалованной грамоты дворянству», Екатерина II выбрала проект А. Т. Князева. В декабре 1785 года Князев преподносит рукопись гербовника Екатерине II. Как указывал Н. П. Барсуков, о последних годах жизни Князева почти ничего не известно, кроме того, что жил он, по-видимому, в Петербурге, где познакомился с Г. Р. Державиным и через него с издателем И. Г. Рахманиновым и Н. И. Новиковым, с которыми совместно издали первый в отечественной историографии труд по истории русского дворянства — труд Г. Ф. Миллера: Известия о дворянах российских. В составленной одним из потомков А. Т. Князева записке о его жизни говорится, что умер, не оставив никаких средств, даже похоронить его было не на что. Похоронен на Смоленском кладбище в Санкт-Петербурге.
Автор нескольких трудов по истории и генеалогии, которыми он занимался с ранних лет.
Историки XIX века, изучавшие архив А. Т. Князева, обратили внимание на переписку с князем А. А. Вяземским 1776—1777 годов. Эта переписка представляет значительный интерес, как источник по истории межевания в России, генеалогии, русской историографии XVIII века и как памятник духовной культуры того времени.

## Семья
Жена, Ирина Афанасьевна Князева, в 1780 году купила за 13 500 рублей у князя В. П. Прозоровского подмосковное село Борисовское Зюзино (ныне - район Зюзино в Москве), которая в течение 5 лет вела тяжбу с княгиней А. А. Урусовой, когда обнаружила, что приобрела за огромные деньги лишь половину вотчины, да к тому же без точно обозначенной и закреплённой межи. В августе 1780 года, как совладелец села, статский советник А. Т. Князев обратился с прошением в Московскую духовную консисторию с прошением о ремонте за собственные средства церкви Бориса и Глеба находящейся в селе, на что получил разрешение. По закладной от 4 апреля 1785 года супруги Князевы взяли заём у Ирины Ивановны Бекетовой под заклад села и не расплатившись вовремя, село отошло И. И. Бекетовой. Проживая в Москве в переулке у Тверских ворот и являясь прихожанином церкви Николая Чудотворца в Гнездиках (церковь Благовещения Пресвятой Девы) Анисим Титович на собственные средства украсил главный храм иконостасом и стенною живописью.

## Труды
- Гербовник Анисима Титовича Князева